# Manuel Antín
Manuel Antín   (Las Palmas, 27 de febrer de 1926 - Buenos Aires, 5 de setembre de 2024) va ser un novel·lista, dramaturg, poeta i director de cinema argentí. És principalment conegut per la seva carrera cinematogràfica, durant la qual va realitzar 12 llargmetratges de ficció, entre 1960 i 1982, entre els quals destaquen La cifra impar i Don Segundo Sombra.
El 1983, durant la presidència de Raúl Alfonsín, va ser designat director del Institut Nacional de Cinema i Arts Audiovisuals. Més endavant, va dirigeir la Universidad del Cinema, una acadèmia d'estudis universitaris que va fundar en 1991. Era membre de l'Academia de las Artes y Ciencias Cinematográficas de la Argentina.

## Biografia
El seu primer vincle amb el cinema el va tenir com a coguionista en els curtmetratges de Rodolfo Kuhn, Contracampo (1958) i Luz, cámara, acción (1959). Ek 1962 va dirigir el seu primer llargmetratge, La cifra impar, basat en el conte Cartas de Mamá de Julio Cortázar. E En dos de les seves següents pel·lícules treballarà novament sobre textos d'aquest escriptor: Circe (1964) i Intimidad de los parques (1965). Al mig, adapta al cinema la seva pròpia novel·la inèdita Los venerables todos (1962) amb Lautaro Murua, Fernanda Mistral i Walter Vidarte, que es converteix en el seu segon llargmetratge i és una icona de l'estil de cinema dels anys 60 portat al Festival de Canes. El film no arriba a estrenar-se i roman perdut durant dècades, fins que una troballa fortuïta permet la seva restauració i estrena en el Festival de Mar del Plata de l'any 2015. Al llarg dels anys seixanta la seva filmografia es vincula amb el moviment del cinema argentí conegut com a Generació del '60, relacionat estèticament amb la Nouvelle Vague francesa.
També en els anys seixanta va realitzar una sèrie de documentals destinats a la televisió titulada Los argentinos, dedicats a personalitats argentines com Benito Quinquela Martín, Ernesto Sabato, Bernardo Houssay, Amadeo Carrizo i Leopoldo Torre Nilsson, entre d'altres. En dues oportunitats va intentar portar al cinema la novel·la Adán Buenosayres, de Leopoldo Marechal, però diverses autoritats de l'Institut de Cinema van negar el crèdit necessari.
En els anys setanta realitza La sartén por el mango, per la televisió i a continuació comença el seu cicle de pel·lícules històriques: Don Segundo Sombra, el 1969, adaptació de la novel·la homònima de Ricardo Güiraldes; Juan Manuel de Rosas el 1972 i Allá lejos y hace tiempo, el 1978. Entre elles, roda l’adaptació al cinema de l’obra de teatre La sartén por el mango de Javier Portales. La seva última pel·lícula va ser La invitación filmada en 1982, a partir d'una novel·la de Beatriz Guido.
Des de 1983 i fins a la fi del govern de Raúl Alfonsín, va dirigir l’ Institut Nacional de Cinema i Arts Audiovisuals donant amb la seva gestió empenyi al cinema argentí que es recuperava després de la Dictadura de Videla (1976-1983). Durant aquests anys el cinema argentí aconsegueix una gran difusió internacional a través de mostres i de la participació a festivals. A més, Antín aconsegueix que en el primer decret signat per Alfonsín s'anul·li la censura que durant anys aplicava l'Ens de Qualificació Cinematogràfica al cinema estrenat al país. Afavoreix també el desenvolupament de coproduccions amb diversos països, principalment amb Espanya.
En 1991 va fundar la Universitat del Cinema, institució dedicada a l'ensenyament de les arts cinematogràfiques en la qual es formen molts dels actuals directors del cinema argentí.
En 2011 Antín va rebre el premi Cíndor de Plata a la trajectòria, atorgat per l'Asociación de Cronistas Cinematográficosi al juliol de 2018, el reconeixement a la trajectòria com a cineasta atorgat per la DAC (Directores Argentinos Cinematográficos) en el seu 60è aniversari. Al novembre de 2019 es va realitzar un setmana d'activitats a Casa de América (Madrid), en homenatge a les diverses facetes de la carrera de Antín, qui va participar de tres col·loquis amb l'escriptor Alan Pauls (sobre cinema i literatura), amb la periodista Mariángeles Fernández i el cineasta Diego Sabanés (sobre la col·laboració creativa amb Julio Cortázar) i amb el guionista Nicolás Saad, la directora Lupe Pérez García i la gestora cultural Andrea Guzmán (sobre l'aportació de les escoles de cinema en la formació dels directors).

### Activitat com a novel·lista, dramaturg i poeta
En la seva joventut va treballar com a guionista de televisió en cicles com El amor tiene cara de mujeri en revistes d'historietes publicades per la Editorial Abril, on va coincidir amb autors com Héctor Oesterheld. Va escriure dues novel·les: Alta la luna i Los venerables todos ((que serà després portada per ell mateix al cinema), peces de teatre com El ancla de arena, Una ficticia verdad, No demasiado tarde, La desconocida en el bar i La sombra desnuda. En las seva obra poètica destaquen: La torre de la mañana, Sirena y espiral y Poemas de dos ciudades.

## Filmografia

### Director
- La invitación (1982)
- Allá lejos y hace tiempo (1978)
- La sartén por el mango (1972)
- Juan Manuel de Rosas (1972)
- Don Segundo Sombra (1969)
- Ese milagro llamado Racing (1967) Curtmetratge 18 minuts 22 segons.
- Castigo al traidor (1966)
- Psique y sexo (1965) Episodi: La estrella del destino.
- Intimidad de los parques (1965)
- Circe (1964)
- La cifra impar (1962)
- Los venerables todos (no estrenada comercialment - 1962)
- Biografías (corto - 1960)

### Guionista
- La invitación (1982)
- Allá lejos y hace tiempo (1978)
- La sartén por el mango (1972)
- Juan Manuel de Rosas (1972)
- Don Segundo Sombra (1969)
- Castigo al traidor (1966)
- Psique y sexo (1965)
- Intimidad de los parques (1965)
- Circe (1964)
- La cifra impar (1962)
- Los venerables todos (no estrenada comercialment - 1962)
- Biografías (corto - 1960)
- Luz, cámara, acción (corto - 1959)
- Contracampo (corto - 1958)

### Productor
- Somos los mejores (1968)